# Новый Дозор
«Но́вый Дозо́р» — роман российского писателя-фантаста Сергея Лукьяненко, пятый из серии произведений, рассказывающих о вымышленном мире Иных. Роман был впервые опубликован издательством «АСТ» в 2012 году. Состоит из трёх повестей — «Смутные цели», «Смутные времена» и «Смутные деяния». Вместе с романами «Ночной Дозор», «Дневной Дозор», «Сумеречный Дозор», «Последний Дозор», «Шестой Дозор», а также несколькими рассказами писателя и рядом произведений других авторов входит в цикл «Дозоры».
Действие романа происходит в современных на момент написания Москве, Лондоне и Тайбэе. Помимо привычного мира людей существует мир Иных, к которым относятся маги, волшебники, оборотни, вампиры, ведьмы, ведьмаки и прочие произошедшие от людей, но не относящие себя к ним существа. Иные делятся на Светлых и Тёмных. Добро больше не вступает в активное противоборство со Злом, а находится с ним в динамическом равновесии. Для соблюдения баланса Света и Тьмы любое доброе магическое воздействие должно уравновешиваться злым. За соблюдением этого порядка следят специально созданные организации Иных — Дозоры. Интересы Светлых представляет Ночной Дозор, интересы Тёмных — Дневной Дозор.
В первой части романа Светлый маг Антон Городецкий находит мальчика-пророка, который ещё не сделал своего первого и главного пророчества. Это пророчество никто не должен услышать, поэтому на мальчика начинает охотиться Тигр — порождение Сумрака. Во второй части Антон отправляется в Лондон, чтобы встретиться с пророком, которому удалось выжить после встречи с Тигром. Бывшая ведьма Арина уговаривает его лететь на Тайвань, чтобы узнать ещё одну историю про Тигра. В третьей части пророчество об уничтожении Сумрака всё-таки было услышано, и Тигр приходит за пророком, Ариной, Антоном и его дочерью. Показав готовность пожертвовать собой, Антон убеждает Тигра, что пророчество не будет раскрыто.
В 2013 году на «РосКоне» — конференции писателей, работающих в жанре фантастики, — роман «Новый Дозор» был удостоен премии «Серебряный РОСКОН» за второе место в номинации «Роман». В том же году роман удостоился профессиональной премии критиков-фантастоведов «Большая Филигрань» за лучшее фантастическое произведение крупной формы.

## Вселенная романа
Мы — Иные,

Мы служим разным силам,

Но в сумраке нет разницы между отсутствием тьмы и отсутствием света.

Наша борьба способна уничтожить мир.

Мы заключаем Великий Договор о перемирии.

Каждая сторона будет жить по своим законам,

Каждая сторона будет иметь свои права.

Мы ограничиваем свои права и свои законы.

Мы — Иные.

Мы создаем Ночной Дозор,

Чтобы силы Света следили за силами Тьмы.

Мы — Иные.

Мы создаем Дневной Дозор,

Чтобы силы Тьмы следили за силами Света.

Время решит за нас.
Помимо нашей реальности, существует Сумрак — параллельный мир, доступный только Иным. Чтобы попасть в Сумрак нужно найти свою тень, поднять и шагнуть в неё. Сумрак предоставляет Иным явное преимущество практически безнаказанно делать что угодно из-за своей недоступности для людей. Кроме того, в Сумраке время течёт медленнее, из-за чего Иные могут быстрее двигаться и обладать нечеловеческой реакцией. Стычки между ними, как правило, происходят именно в Сумраке. Считается, что Сумрак является «эмоциональной проекцией реального мира». Эмоциональная энергия всего мыслящего на Земле накапливается в Сумраке и даёт Иным магические силы. Одновременно, Сумрак поглощает силы вошедшего и может быть опасным для мага, если тот не рассчитал своих возможностей. Сумрак состоит из нескольких слоёв, для входа на каждый из которых нужно шагнуть в собственную тень на предыдущем уровне. Чем глубже слой, тем сложнее это сделать, поэтому лишь немногие могут свободно использовать уровни, начиная со второго. Первый слой отдаленно напоминает окружающий мир, в то время как остальные все сильнее и сильнее отличаются от него.
Иные рождаются среди обычных людей, но отличаются от них способностью входить в Сумрак. С развитием магического общества и знаний о Сумраке Иные стали специально заниматься поиском потенциальных Иных, чтобы помочь тем первый раз войти в Сумрак и обучить их пользоваться своими способностями. Все Иные в зависимости от эмоционального состояния в момент первого входа в Сумрак оказываются либо на стороне Света, либо на стороне Тьмы. Сменить сторону рядовому Иному практически невозможно. Основная разница проявляется в отношении к людям. Светлые не пользуются способностями для личной выгоды. При этом разница между Светом и Тьмой «исчезающе мала», это не классические чистые Добро и Зло. Тёмные могут исцелять и помогать, а Светлые отказать в помощи. Силы Иных не равны, существует семь различных уровней: от слабого седьмого по сильного первого. В эту шкалу не попадают «волшебники вне категорий», которые сильнее всех остальных. В зависимости от уровня и опыта Иной занимает определённое место во внутренней иерархии. Светлые и Тёмные Иные питаются только определённым типом человеческих эмоций, поэтому напрямую заинтересованы в торжестве соответствующих взглядов на жизнь. Борьба Тёмных и Светлых за человечество продолжалась тысячи лет, пока не был заключён Договор. С момента его подписания противостояние Иных происходит по оговорённым правилам, за соблюдением которых следят специально созданные организации — Ночной и Дневной Дозоры. Кроме того, за соблюдением обеими сторонами Великого Договора следит Инквизиция, в состав которой входят как Светлые, так и Тёмные.

## Сюжет
«Данный текст сомнителен для дела Света.
Ночной Дозор.
Данный текст сомнителен для дела Тьмы.
Дневной Дозор»

### Смутные цели
Антон Городецкий замечает в Шереметьево десятилетнего мальчика Кешу с мамой, когда тот устраивает истерику в аэропорту, утверждая, что их самолёт упадёт. Изучив его ауру, Антон понимает, что мальчик является неинициированным Иным — пророком высокого уровня, поэтому вмешивается и не даёт им улететь. Полицейский Дмитрий Пастухов, научившийся отличать Светлых и Тёмных после воздействия на него Городецкого более десяти лет назад, видит, как вслед за Светлым и Тёмным из здания аэропорта выходит некто третий. Он не похож ни на Светлых, которые для полицейского видятся псами, ни на Тёмных, воспринимаемых волками; выглядит сильнее и увереннее, поэтому Пастухов про себя называет его Тигром. Тигр способен лишать людей ауры, после чего они становятся безразличны ко всему.
Светлые посылают Семёна инициировать мальчика Кешу. Гесер крайне взволнован происходящим и созывает всех Высших магов Ночного Дозора — Антона, Ольгу, Светлану, а также резерв — боевого мага Жермензона и прорицателя Глыбу. Потеряв контакт с Семёном в Сумраке, Гесер с Дозорными едет к нему. Светлые встречают Тигра и сражаются с ним, но тот спокойно выдерживает атаку нескольких Высших и исчезает только с появлением Завулона. Антон понимает, что Тигр охотится за пророком, чтобы тот не сказал своё первое и главное пророчество, которое повлияет на всё человечество. Если пророчество услышат люди, то оно исполнится, если Иные, то Тигр будет охотиться на них, чтобы пророчество не узнали люди. Пока Светлые пытаются задержать Тигра, Кеша говорит пророчество в пустоту. Тигр уходит. Скорее всего, Кеша записал пророчество, но об этом никто, кроме Антона, не знает.

### Смутные времена
Гесер вызывает к себе Антона и отправляет в командировку в Лондон, к пророку Эразму Дарвину, который в своё время тоже сумел выжить, сказав своё главное пророчество дереву. Антон понимает, что учителем Эразма был Завулон, который знает про Тигра больше, чем рассказал. В ответ на подарок от Гесера Эразм даёт Антону кубок, вырезанный из того самого дерева, которому он сказал пророчество. Таким образом, его главное пророчество всё ещё может быть услышано.
В Лондоне Антона находит Арина. Бывшая ведьма рассказывает ему, что тоже интересуется пророчествами, и даже как-то не дала сбыться пророчеству своей знакомой. По мнению Арины, пророчества не обязательно должны сбываться, как утверждают все остальные. Благодаря тому, что она не дала умереть царевичу, Россия избежала более тяжёлых потрясений. Арина уговаривает Антона ехать на Тайвань, где они встречаются с господином Фаном Веньяном, другом пророка. Он рассказал, что Тигр может уйти, если Иные докажут жертвой, что никогда не раскроют тайну услышанного ими пророчества людям. После разговора Арина, которая догадывалась, что Антон сделал запись пророчества Кеши, крадёт у Антона флешку с записью и скрывается при помощи минойской сферы.

### Смутные деяния
Арина прослушала пророчество Кеши и уверяет Антона, что там идёт речь о его дочери. Антон сохранил копию, поэтому тоже слушает пророчество. Оказывается, его дочь Надя способна убить Сумрак, а точнее, Тигра — Сумрак в человеческом обличии. Но Тигр не приходит за Антоном. Гесер объясняет Антону, что услышанная им запись фактически не рассказывает ничего нового, поэтому нет нужды скрывать её. Городецкий выясняет у Ольги, для чего была переписана судьба Светланы и для чего, на самом деле, «создавали» Надю. Ольга просит Антона уничтожить кубок. Звонит Эразм и сообщает, что не удержался и прослушал своё первое пророчество, поэтому за ним пришёл Тигр. Эразм отказывается рассказать Антону или людям содержание пророчества и просит, чтобы Антон не пытался его узнать.
Городецкий решает уничтожить артефакт с пророчеством Эразма. В этот момент приходят Кеша, Надя и Арина. Арина подталкивает Антона к уничтожению кубка. В последний момент Надя говорит, что артефакт с пророчеством активизируется в момент уничтожения, но уже поздно. Все они видят, что происходило с Эразмом и Завулоном, и слышат пророчество. Пророчества Эразма и Кеши одинаковые. Но в игрушке не хватило памяти, и Кешино пророчество полностью никто не услышал. Снова появляется Тигр. При помощи минойской сферы Арины все перемещаются в старый дом Арины. Арина утверждает, что магия стала злом, и просит Надю уничтожить Сумрак в лице Тигра. Выйдя покурить, Антон говорит с Тигром. Тигр ему объясняет, что он охотится на пророков только потому, что не все предсказания должны быть услышаны. Пророчество — это то, чего хотят люди, и если они его услышат, то оно сбудется. Если он умрет, все Иные лишатся магии. Антон понимает, что Тигру нужны доказательства, поэтому он возвращается в дом и просит Надю и Кешу ни при каких обстоятельствах не раскрывать никому пророчества, а сам применяет заклинание Саркофаг Времён, которое навечно запечатает его и Арину в Сумраке. Сквозь стену Саркофага проходит Тигр и вытаскивает Антона, потому что Надя может подумать, что если убить Тигра, то Антон вернётся. Арина остаётся в Саркофаге, откуда нет выхода, с минойской сферой, которая может проложить портал откуда угодно. Тигр уходит.

## Создание и издание
В декабре 2010 года на официальном сайте Сергея Лукьяненко появилась информация о том, что писатель начал работу над новым романом с рабочим названием «Новый Дозор». В своём блоге в «Живом журнале» автор опубликовал пролог и первую главу пятой книги серии. В январе 2012 года на официальном сайте писателя появилась информация о том, что роман завершён и передан в издательство, а книга ориентировочно выйдет в марте или апреле. 27 апреля 2012 года началась продажа русскоязычного романа, а также состоялась презентация книги автором.
В одном из интервью Лукьяненко заметил, что главное условие всех «Дозоров» в том, что действие происходит в настоящем времени. В романах присутствуют упоминания некоторых событий, которые позволяют представить хронологию произведений. При этом из книги в книгу взрослеет и главный герой, меняющийся вслед за самим писателем. К пятой книге, отмечает автор, Городецкий становится более прагматичным и жёстким, сильно изменившись за пятнадцать лет. При этом цикл для Лукьяненко остаётся историей про обычную человеческую жизнь.
По словам писателя, пятая книга создавалась «в период напряжённых политических событий», что не могло не проявиться в романе. Так, Городецкому приходится останавливать мага-террориста, который хочет ворваться в Кремль, чтобы всех «реморализовать». Лукьяненко объясняет подобную мотивацию персонажа тем, что только что ставший Иным человек некоторое время продолжит действовать в рамках человеческих представлений и желаний.
В 2013 году в интервью Лукьяненко сообщил, что несмотря на то, что «Дозоры» ему нравятся и сделали его известным, романы этой серии ему «просто надоели». Тем не менее, писатель отметил, что для полного завершения истории Антона Городецкого ему придётся написать ещё хотя бы одну книгу в данном цикле.
| Год  | Издательство | Место издания | Серия                        | Тираж         | Примечание | Источник |
| ---- | ------------ | ------------- | ---------------------------- | ------------- | --- | -------- |
| 2012 | Астрель      | Москва        | Весь (гигант)                | 3000          | Первые пять романов цикла «Дозоры» в одном томе.                                                                                      | [ 13 ]   |
| 2012 | Астрель      | Москва        | Звёздный лабиринт 3          | 20000         | Пятый роман из цикла «Дозоры». Иллюстрация на обложке В. Бондаря.                                                                     | [ 14 ]   |
| 2012 | Астрель      | Москва        | Чёрная серия (танковая щель) | 100000 + 3000 | Пятый роман из цикла «Дозоры». Иллюстрация на обложке В. Бондаря.                                                                     | [ 15 ]   |
| 2015 | АСТ          | Москва        | Весь (гигант)                | 3000          | Шесть романов цикла «Дозоры» в одном томе. Иллюстрация на обложке — коллаж обложек Aнри, А. Манохина, В. Бондаря, Е. Деко, А. Фереза. | [ 16 ]   |

| Год  | Название    | Издательство    | Место издания | Язык      | Переводчик  | Источник |
| ---- | ----------- | --------------- | ------------- | --------- | ----------- | -------- |
| 2014 | Nowy Patrol | Wydawnictwo Mag | Варшава       | Польский  | Э. Скурская | [ 17 ]   |
| 2014 | 新守护人    | 上海文艺        |               | Китайский | 杨可        | [ 18 ]   |

## Критика и оценки
Лаборатория Фантастики

 Goodreads

 LibraryThing
— Я пойду в Кремль, — сказал Валентин ледяным голосом.

— И что? — заинтересовался я. — Надеюсь, не станешь убивать всех по пути, как некий дон Румата? <…>

— Я реморализую их, — сказал Валентин. — Всех их. От президента и до… до… до кремлёвского завхоза. <…> Если власть будет высокоморальной…

— То её за несколько дней съедят те, кого твои заклинания не затронут. У них не будет угрызений совести, сомнений, колебаний. Честный политик — это оксюморон. Твоим же, высокоморальным, сразу припомнят все грехи… да они и сами начнут в них каяться.

— И пусть уходят!

— Но пришедшие будут ничуть не лучше
Критиками, в целом, было положительно отмечено возвращение Лукьяненко к «Дозорному» циклу после семилетнего перерыва, ставшее для писателя шагом вперёд и выходом из творческого кризиса. При этом книга обстоятельно писалась полтора года, что достаточно долго для Лукьяненко. Была отмечена и негативная реакция, ставшая привычной для некоторых поклонников: «Новую книгу Лукьяненко читать невозможно. Роман плох. В книге явно чего-то не хватает. Книга совсем не цепляет». Однако для самого писателя книга стала громадным шагом вперёд и выходом из сильнейшего творческого кризиса, пришедшего вместе с популярностью сразу после экранизации «Ночного Дозора» и «Дневного Дозора». При этом было отмечено, что писатель ведёт себя единственно правильным способом — продолжает писать, а «Новый Дозор» при всех его минусах — очень профессиональная книга.
Были положительно приняты продуманные захватывающие сюжетные линии, ни в чём не уступающие предыдущей части. Однако отмечался «слитый» финал книги, в котором мог ярко завершиться цикл, но вместо этого героям предстоит столкнуться с последствиями своих действий, как минимум, ещё в одной книге. Несмотря на это, по мнению критиков, финал по-прежнему «оставляет измучившегося от переживаний читателя в лёгком недоумении и с ощущением, что его как-то очень хитро надули».
Главным героем серии по-прежнему является Антон Городецкий, который стал «основной удачей» пятой книги. За прошедшие с момента прошлой книги семь лет Антон серьёзно изменился. Теперь он — взрослый семейный человек, переставший жить на надрыве. Действия и решения Антона всё больше напоминают Гесера. Городецкий уже практически стал Иным, война добра со злом стала для него рутинной работой. Он почти не способен мыслить и чувствовать как люди. Кроме Городецкого, важную роль в романе играет ведьма Арина, сержант Дима Пастухов и Тигр. Вышедшая на передний план ведьма отодвигает на второй план старых персонажей — Гесера, Ольгу, Завулона. Сержант Пастухов помогает показать взаимоотношения людей и Иных глазами простого человека. Порождение Сумрака — Тигр — становится главной загадкой романа, которую автор успешно хранит до самого финала.
Также не осталось незамеченным и смысловое наполнение произведения, в котором читатель любого возраста найдёт что-то для себя. В романе поднимаются как вполне серьёзные вопросы, например, отношений с богом и права решать за других, так и политические вопросы и мелкие бытовые проблемы. Авторские размышления о неразличимости Света и Тьмы, как и в предыдущих книгах, составляют значительную часть книги. В романе был отмечен интерес к общественной жизни России и рассуждения охранительского свойства. Так, когда один из Светлых делает попытку изменить российских правителей к лучшему, главный герой Антон Городецкий встаёт у него на пути. При этом было отмечено, что «публицист Лукьяненко в чистом виде» слишком сильно выходит на первый план, так что его мысли уже с трудом скрываются за рассуждениями Антона Городецкого о «патриотизме Иных».
При этом критиками была отмечена некоторая перегрузка текста рассуждениями писателя, передаваемыми через Городецкого, что сбивает ритм повествования. «Философские и политические вставки превращаются в скучное морализаторство», замечает Андрей Зильберштейн. Обращается внимание на некоторые нестыковки между частями пятой книги и прежними книгами серии, а также дыры в логике сюжета. Новая концепция мироустройства может оказаться сложной для читателей. Были отмечены проблемы со стилем, часто неуместные шутки, неуклюжие аллюзии и плохо спрятанные «пасхальные яйца».
В 2013 году на конференции писателей, работающих в жанре фантастики, «РосКон» роман Сергея Лукьяненко «Новый Дозор» был удостоен премии «Серебряный РОСКОН» за второе место в номинации «Роман». В том же году роман удостоился профессиональной премии критиков-фантастоведов «Большая Филигрань» за лучшее фантастическое произведение крупной формы. Помимо этого, в 2012 году роман номинировался на премию «Созвездие Большой Медведицы» ежегодного крымского фестиваля фантастики «Созвездие Аю-Даг», а в 2013 году — на премии «Итоги года» от журнала «Мир Фантастики» в номинациях «Книги — Лучшая отечественная книга» и «Книги: Самая долгожданная книга».

## Адаптации

### Аудиокнига
В 2012 году московским аудио-издательством «Аудиокнига», входящим в издательскую группу «АСТ», была выпущена аудиокнига «Новый Дозор» по роману Сергея Лукьяненко. Запись продолжительностью 12 часов вышла в серии «Наша фантастика». Текст читает Иван Литвинов.